# Cosina (Faenza)
Còsina (La Côsna in romagnolo), è una frazione del comune di Faenza, situata sulla SS 9 Via Emilia, al confine con il territorio di Forlì. Il centro abitato ha una popolazione di 60 persone, mentre nel territorio della frazione vivono 400 abitanti.
L'agglomerato di case prende il nome dal torrente che scorre nelle vicinanze.